# Fantastyczna podróż (film 1966)
Fantastyczna podróż – film fantastycznonaukowy z 1966 roku o podróży zminiaturyzowanego okrętu podwodnego po wnętrzu ludzkiego ciała. Na podstawie scenariusza filmu, autorstwa Harry’ego Kleinera, Isaac Asimov napisał powieść o tym samym tytule.

## Obsada
- Stephen Boyd (Grant)
- Raquel Welch (Cora)
- Donald Pleasence (dr Michaels)
- William Redfield (kapitan Bill Owens)
- Arthur Kennedy (dr Duval)
- Edmond O’Brien (generał Carter)